# Gentiana wangchukii
Gentiana wangchukii är en gentianaväxtart som beskrevs av E. Anken och D.G. Long. Gentiana wangchukii ingår i släktet gentianor, och familjen gentianaväxter. Inga underarter finns listade i Catalogue of Life.